# Samuel Shimon
Samuel Shimon, född 1956 i Al-Habbaniyya i Irak, är en irakisk författare och journalist med assyriska rötter. Han grundade 1998 tillsammans med sin brittiska fru Margaret Obank den litterära tidskriften Banipal, för vilken han är assisterande redaktör.
Shimon lämnade efter Saddam Husseins statskupp 1979 Irak med drömmar om att bli Hollywoodregissör, och kom via Damaskus, Amman, Beirut, Nicosia, Aden, Kairo och Tunis 1985 till Paris. Han blev kvar i staden i över tio år innan han 1996 bosatte sig i London. Sedan han lämnade Irak har han aldrig återvänt till landet.
Shimons första roman Iraqi fi Baris, som till stor del bygger på hans upplevelser från staden, gavs ut 2005. Den finns utgiven på svenska av Alhambra förlag som En irakier i Paris (2007). Boken kallades av Boyd Tonkin i The Independent för "den arabiska motsvarigheten till Henry Millers I kräftans vändkrets."